# Niki Zitny
Nikolaus „Niki“ Zitny (* 2. Februar 1973 in Wien) ist ein österreichischer Berufsgolfer.

## Werdegang
Zitny besuchte das Wiener Schottengymnasium. Er kam erst im Alter von 14 Jahren zum Golfsport, nachdem er mit seinen Eltern einen Urlaub in Irland verbracht hatte. Ursprünglich ein begabter Pianist, nahm die Golfleidenschaft überhand, und nach einer überaus erfolgreichen Amateurkarriere mit vier österreichischen Meistertiteln, dem Gewinn der Schweizer Meisterschaft und dreimaliger Teilnahme an der Eisenhower Trophy wurde Zitny 1999 Berufsgolfer.
Nach mehreren erfolglosen Versuchen, sich für die European Tour zu qualifizieren, schaffte er im Herbst 2004 über die Tour School die Spielberechtigung für die Saison 2005 der großen Turnierserie. Zitny konnte sich aber nicht behaupten, und so spielt er derzeit wieder auf der zweitgereihten Challenge Tour und der drittgereihten Alps Tour. Nach der Saison 2008 hat er seine professionelle Turnierlaufbahn beendet und wurde vom Österreichischen Golfverband als Leiter der Abteilung Sport angestellt.
Niki Zitny war von August 2005 bis November 2008 mit der ehemaligen Weltklasseläuferin Stephanie Graf verheiratet, die ihn auch des Öfteren auf den Runden begleitete. Das Paar hat seit Jänner 2006 einen gemeinsamen Sohn. Er ist mit Österreichs bekanntestem Berufsgolfer Markus Brier sehr gut befreundet und war auch dessen Trauzeuge.

## Turniersiege

### Amateur
- 1993: Swiss International Championship, Austrian International Championship
- 1996: Austrian Amateur Match Play Championship
- 1998: Austrian Amateur Open Championship, Austrian Amateur Stroke Play Championship

### Professional
- 2004: MAN NÖ Open, Intercontinental Open (beide Alps Tour)

## Bilder

MAN NÖ Open 2006 (Challenge Tour Event im GC Adamsthal)
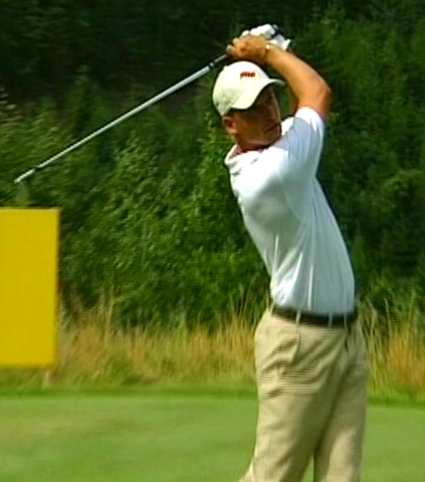
Beim Schlag
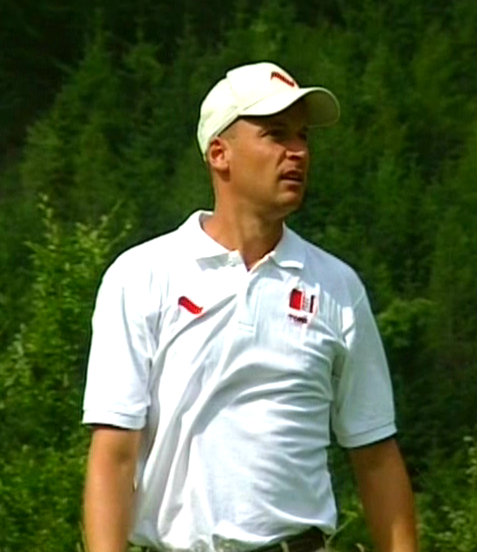
Nahaufnahme